# Herminia tomarinia
Herminia tomarinia là một loài bướm đêm trong họ Noctuidae.